# 스테아로일-CoA 9-불포화효소
스테아로일-CoA 9-불포화효소(영어: stearoyl-CoA 9-desaturase) (EC 1.14.19.1)는 효소학에서 포화 지방산인 스테아르산으로부터 단일불포화 지방산인 올레산을 생성하는 데 사용되는 효소이다. 스테아로일-CoA 9-불포화효소는 다음과 같은 화학 반응을 촉매한다.
스테아로일-CoA + 2 페로사이토크롬 b5 + O2 + 2 H+ {\displaystyle \rightleftharpoons } 올레오일-CoA + 2 페리사이토크롬 b5 + 2 H2O
스테아로일-CoA 9-불포화효소의 4가지 기질은 스테아로일-CoA, 페로사이토크롬 b5, O2, H+이며, 3가지 생성물은 올레오일-CoA, 페리사이토크롬 b5, H2O이다.
스테아로일-CoA 9-불포화효소는 산화환원효소의 일종이며, 특히 산화제로 O2를 사용하고 산소 원자를 분자 내로 첨가하거나 환원하는 것을 짝짓는 공여체로 작용하는 부류에 속한다. 분자 내로 첨가되는 산소 원자는 한 쌍의 공여체의 산화에 의해 O2로부터 유래될 필요가 없기 때문에, O2는 두 분자의 H2O로 환원된다. 
스테아로일-CoA 9-불포화효소는 다불포화 지방산의 생합성 및 ppar 신호전달 경로에 관여한다. 스테아로일-CoA 9-불포화효소는 보조 인자로 철을 사용한다.

## 명명법
스테아로일-CoA 9-불포화효소의 계통명은 스테아로일-CoA,페로사이토크롬-b5:산소 산화환원효소 (9,10-탈수소화)(영어: stearoyl-CoA,ferrocytochrome-b5:oxygen oxidoreductase (9,10-dehydrogenating)이다.
다음은 일반적으로 사용되는 다른 이름들이다.
- Δ9-불포화효소(영어: Δ9-desaturase)
- 아실-CoA 불포화효소(영어: acyl-CoA desaturase)
- 지방산 불포화효소(영어: fatty acid desaturase)
- 스테아로일-CoA 불포화효소(영어: stearoyl-CoA desaturase)
- 스테아로일-CoA, 수소공여체:산소 산화환원효소(영어: stearoyl-CoA, hydrogen-donor:oxygen oxidoreductase)

## 같이 보기
- 지방산 불포화효소
- 지방산 합성
- 사이클로프로페인 지방산